# My Zoé
Pour plus de détails, voir Fiche technique et Distribution.
My Zoé (My Zoe) est un film dramatique franco-germano-britannique réalisé par Julie Delpy et sorti en 2019.

## Fiche technique
- Titre original : My Zoe
- Titre français : My Zoé
- Réalisation : Julie Delpy
- Scénario : Julie Delpy
- Photographie : Stéphane Fontaine
- Montage : Isabelle Devinck
- Décors : Sebastian Soukup
- Costumes : Nicole Fischnaller
- Producteur : Malte Grunert, Gabrielle Tana et Andrew Levitas
  - Coproducteur : Dominique Boutonnat, Hubert Caillard et Marco Mehlitz
- Société de production : Electrick Films, Amusement Park Films, Baby Cow Productions, Warner Bros. Film Productions Germany, Metalwork Pictures et Magnolia Mae Films
- Société de distribution : BAC Films
- Pays d'origine :  France,  Allemagne et  Royaume-Uni
- Langue originale : anglais
- Format : couleur
- Genre : drame
- Durée : 102 minutes
- Dates de sortie :
  - Canada : 7 septembre 2019 (Toronto)
  - Suisse : 29 septembre 2019 (Zurich)
  - Allemagne : 14 novembre 2019
  - Royaume-Uni : 5 octobre 2020
  - France : 30 juin 2021

## Distribution
- Julie Delpy : Isabelle
- Richard Armitage : James
- Daniel Brühl : Thomas Fischer
- Gemma Arterton : Laura Fischer
- Saleh Bakri : Akil Keser
- Sophia Ally : Zoe Perrault-Lewis
- Lindsay Duncan : Kathy
- Nicolette Krebitz : Émilie
- Jördis Triebel : Dr Haas
- Nina Kunzendorf : Dr Winter
- Lucas Prisor : le jeune médecin